# فرودگاه هیلزدیل
فرودگاه هیلزدیل (به انگلیسی: Hillsdale Municipal Airport) یک فرودگاه همگانی بهره‌برداری هوایی است که یک باند فرود آسفالت دارد و طول باند آن ۱۲۱۹ متر است. این فرودگاه در کشور ایالات متحده آمریکا قرار دارد و در ارتفاع ۳۶۰ متری از سطح دریا واقع شده‌است.